# Magon Ier
Magon Ier de Carthage est général carthaginois et un roi de Carthage entre 550 av. J.-C. et 530 av. J.-C.. Il est à l'origine de la dynastie des Magonides.
Pendant le règne de Magon, Carthage s'est rendue maître des colonies phéniciennes de la Méditerranée.